# 聯電杯プロ囲棋戦
聯電杯プロ囲棋戦（れんでんはいプロいきせん、聯電盃職業圍棋賽）は、台湾の囲碁の棋戦。2020年に開始。
- 主催 台湾棋院
- 後援 UMC（聯華電子股份有限公司）
- 優勝賞金 100万元

　UMC主催による棋戦としては、2000年に開催（1期）した聯電千禧杯プロ囲棋戦がある。また2020年からUMC後援によるUMC聯電杯快棋争覇戦を中華職業囲棋協会主催で開催している。

## 方式
- 予選を勝ち抜いた8名によるリーグ戦で、前期優勝者への挑戦者を決定。挑戦手合は七番勝負。第1期はリーグ上位2名による七番勝負で優勝者を決定。リーグ戦上位4名が次期シード。
- コミは6目半。
- 持時間は、予選は各2時間、60秒の秒読み3回。リーグ戦、挑戦手合は各3時間、60秒の秒読み5回。

## 結果

### 歴代優勝者と挑戦手合
- 第1期 2020年 賴均輔 4-2 王元均（リーグ1,2位による七番勝負）
- 第2期 2021年 王元均 4-2 賴均輔
- 第3期 2022年 許皓鋐 4-2 王元均
- 第4期 2023年 許皓鋐 4-0 徐靖恩

### 第1期
- リーグ戦

プレーオフ(左勝ち):王元均-陳祈睿, 賴均輔-陳祈睿, 残留プレーオフ:蕭正浩-盧奕銓
- 七番勝負: 賴均輔 4-2 王元均

### 第2回
- リーグ戦(2021/8/15-8/31)

残留プレーオフ:許皓鋐-簡靖庭
- 七番勝負(2021/9/14-10/5): 王元均 4-2 賴均輔

### 第3回
- リーグ戦(2022/8/5-9/27)

残留プレーオフ:徐靖恩-陳詩淵
- 七番勝負(2022/9/23-11/11): 許皓鋐 4-2 王元均

### 第4回
- リーグ戦(2023/6/27-8/22)

- 七番勝負(2023/9/5-9/15): 許皓鋐 4-0 徐靖恩

## 聯電千禧杯
聯電千禧杯プロ囲棋戦（聯電千禧盃職業圍棋賽）は2000年に1期開催された。
- 主催 UMC、中華民国囲棋協会
- 共催 海峰棋院、台湾棋院
- 優勝賞金 80万元

### 優勝者と決勝戦
- 第1期 2000年 周俊勲 2-0 彭景華

## 注
1. ↑  PGS「一屆『聯電盃』職業圍棋賽」
2. ↑  台湾棋院「第一屆『聯電盃』職業圍棋賽 循環圈第七場成績」
3. ↑  台湾棋院「第二屆『聯電盃』職業圍棋賽冠亞軍賽 王元均九段挑戰成功奪冠」2021.10.5
4. ↑  台湾棋院「第三屆『聯電盃』職業圍棋賽下屆循環圈保留權加賽場 徐靖恩四段獲循環圈保留權。2022.9.27
5. ↑  台湾棋院「第三屆『聯電盃』職業圍棋賽挑戰賽 許皓鋐八段挑戰成功獲聯電盃冠軍」2022.11.11
6. ↑  台湾棋院「第四屆『聯電盃』職業圍棋賽循環圈 徐靖恩五段獲得挑戰權」2023.8.22
7. ↑  台湾棋院「第四屆『聯電盃』職業圍棋賽 挑戰賽第四局 許皓鋐九段衛冕成功」2023.9.15
8. ↑  海峰棋院「聯電千禧盃職業圍棋賽」
9. ↑  弈棋-書呆奕的網站「台灣聯電千禧盃」